# Улица Чайковского (Алма-Ата)
Улица Чайковского (каз. Чайковский атындағы көше) — улица в Алмалинском и Жетысуском районах города Алма-Аты.

## Расположение
Улица Чайковского находится между ул. Желтоксан и ул. Наурызбай батыра проходит с севера на юг от проспекта Райымбека до проспекта Абая, пересекает улицы: Маметовой, Макатаева, Жибек Жолы, Гоголя, Айтеке би, Казыбек би, Толе би, Богенбай батыра (Кирова), Кабанбай батыра (Калинина), Шевченко и Курмангазы.

## История
Формирование улицы Чайковского началось в конце 19 века и долгое время она была окраиной г. Верного. Улица пересекала Головной арык и выходила к саду коллекционера Н. Моисеева, к кирпичным заводам и ипподрому. В 30-е годы при застройке улицы впервые в строительной практике города было применено типовое проектирование двухэтажных домов, использованы новые строительные материалы (бутобетон, жженный кирпич, камышит), проведены инженерные сети (водопровод, канализация).
В 1970-80-90-е годы была застроена многоэтажными жилыми и административными зданиями.

## Озеленение и благоустройство
В советские годы была реконструирована, благоустроена и максимально озеленена. По обеим сторонам улицы были построены благоустроенные пешеходные тротуары, которые представляли собой тенистые аллеи, которые были озеленены лиственными породами деревьев таких как: тополь и карагач. Были проложены магистральные оросительные арыки, в которые летом ежедневно пускали воду с Головного арыка. Между ул. Макатаева и Маметовой улица была закрыта для проезда транспорта.

## Происхождение названия
Изначально называлась улицей Каскеленской. В 1941 году переименована в честь Чайковского Петра Ильича, русского композитора, в ознаменование 100-летия со дня рождения